# SEAT Ibiza
SEAT Ibiza este un supermini produs de Grupul Volkswagen și vândut sub marca SEAT. Au fost lansate trei generații, iar modelul este încă în producție. Ibiza a fost disponibil de-a lungul timpului cu mai multe tipuri de caroserie: hatchback, sedan, coupé și break.

## A treia generație (Typ 6L; 2002)
Considerată de revista britanică What Car? cea mai bună mașină din clasa mică (2003-2005), Ibiza se livrează în șase motorizări pe benzină de la 1,2 70CP la 1,8 180CP și alte cinci pe motorină de la 1,4 TDI 70CP la 1,9 TDI 160CP. Modelul a fost introdus în 1985 și a cunoscut trei generații (1985, 1993, 2002) și încă două restilizări (1999, 2006). Faceliftul din 2006 a adus câteva modificări de natură estetică atât la interior cât și la exterior, dar cu toate acestea este foarte similiar modelului original din 2002. Ibiza este totodată cel mai popular model produs de constructorul spaniol, cu aproximativ 200 000 de unități vândute anual. Modelul construit pe platforma Polo 9N a fost desenat de italianul Walter de'Silva. Lansarea noii generații de Ibiza este preconizată pentru 2008.